# Pata de gallo (diseño)

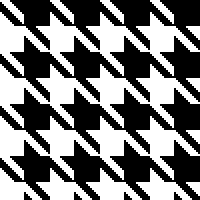
Pata de gallo.

Trenzado de la pata de gallo.

La pata de gallo es el dibujo bicolor de ciertos tejidos, caracterizado por la repetición de pequeñas figuras abstractas de cuatro puntas que se asemejan a cuadrados partidos. Los colores tradicionales son el negro y el blanco, aunque en la actualidad otros colores pueden sustituir al negro.
La pata de gallo proviene de la lana tejida de los Lowlands escoceses, aunque hoy en día se emplean muchos otros materiales. La pata de gallo tradicional se obtiene al alternar bandas de cuatro hilos claros con cuatro oscuros en un telar de urdimbre y trama con un trenzado sencillo 2:2, esto es, dos hilos por encima de la urdimbre y dos por debajo, avanzando un hilo en cada paso. Un diseño similar a la pata de gallo es el diseño llamado Príncipe de Gales o glen plaid, en el que se alternan bloques de diferentes motivos.
Una referencia temprana al motivo de pata de gallo es De Pinna, una tienda de alta costura para hombres y mujeres establecida en Nueva York y fundada en 1885, que utilizaba cuadros en pata de gallo junto con cuadros gun club y otros tejidos escoceses como parte de su colección de primavera de trajes de hombre en 1933. Unos motivos sobredimensionados de tipo pata de gallo también fueron empleados en la colección de otoño de 2009 de Alexander McQueen, llamada Horn of Plenty (Cuerno de la abundancia). Los motivos eran una referencia a los trajes de tweed creados por Christian Dior.